# Mycteromyia eriodes
Mycteromyia eriodes är en tvåvingeart som beskrevs av Philip 1958. Mycteromyia eriodes ingår i släktet Mycteromyia och familjen bromsar. Inga underarter finns listade i Catalogue of Life.